# Йохан Фридрих (Вюртемберг)
Йохан Фридрих фон Вюртемберг (на немски: Johann Friedrich von Württemberg; * 5 май 1582, Монбеляр; † 18 юли 1628 на път за Хайденхайм) от Дом Вюртемберг (Стара линия Монбеляр), е от 4 февруари 1608 до смъртта си седмият херцог на Вюртемберг и граф на Монбеляр (1608 – 1617).

## Живот
Той е първият син на херцог Фридрих I херцог на Вюртемберг (1557 – 1608) и Сибила фон Анхалт (1564 – 1614), дъщеря на княз Йоахим Ернст фон Анхалт от династията Аскани. На четири години фамилията му се мести в резиденцията в Щутгарт.
Йохан Фридрих се жени на 5 ноември 1609 г. в Щутгарт за Барбара София (1584 – 1636), дъщеря на курфюрст Йоахим Фридрих от Бранденбург. За тази цел той престроява дворец Урах в Урах.
Йохан Фридрих е слаб владетел и през 1617 г. дава на братята си части от херцогството. Той умира на 18 юли 1628 г. Регентсвото на херцогството поема брат му Лудвиг Фридрих фон Монбеляр († 1631) и съпругата му Барбара София фон Бранденбург до 8 май 1633 г.

## Деца
- Хенриета (1610 – 1623)
- Фридрих (*/† 1612)
- Еберхард III (1614 – 1674), херцог на Вюртемберг
- Фридрих (1615 – 1682), херцог на Вюртемберг-Нойенщат
- Улрих (1671 – 1647), херцог на Вюртемберг-Нойенбюрг,
- Антония (1613 – 1679)
- Анна Йохана (1619 – 1679)
- Сибила (1620 – 1707), омъжена в Монбеляр на 22 ноември 1647 за херцог Леополд Фридрих фон Вюртемберг-Монбеляр (1624 – 1662)
- Ебертал (1623 – 1624)